# Comté de Fulton (Géorgie)
Pour les articles homonymes, voir Comté de Fulton.
Le comté de Fulton est l'un des comtés de l'État de Géorgie. Le chef-lieu du comté se situe à Atlanta, capitale de l'État. La ville la plus peuplé est Atlanta, comptant 498 715 habitants.

## Géographie
Selon le Bureau du recensement des États-Unis, le comté a une superficie de 1 380 km2, dont 1 360 km2 (98,6%) de terre et 20 km2 (1,4%) d'eau. Il est situé dans la région du Piedmont près des Montagnes Blue Ridge au nord. La forme du comté ressemble à celle d'une épée, avec sa poignée au nord et sa pointe au sud.

### Zones nationales protégées
- Chattahoochee River National Recreation Area
- Martin Luther King, Jr. National Historical Park

### Comtés adjacents
- Comté de Cherokee (nord-ouest)
- Comté de Forsyth (nord-est)
- Comté de Gwinnett (est)
- Comté de DeKalb (est)
- Comté de Clayton (sud)
- Comté de Fayette (sud)
- Comté de Coweta (sud-ouest)
- Comté de Carroll (ouest)
- Comté de Douglas (ouest)
- Comté de Cobb (ouest)

## Démographie
| 1860   | 1870   | 1880   | 1890   | 1900    | 1910    |
| ------ | ------ | ------ | ------ | ------- | ------- |
| 14 427 | 33 446 | 49 137 | 84 655 | 117 363 | 177 733 |

| 1920    | 1930    | 1940    | 1950    | 1960    | 1970    |
| ------- | ------- | ------- | ------- | ------- | ------- |
| 232 606 | 318 587 | 392 886 | 473 572 | 556 326 | 607 592 |

| 1980    | 1990    | 2000    | 2010    | 2020      | - |
| ------- | ------- | ------- | ------- | --------- | - |
| 589 904 | 648 951 | 816 006 | 920 581 | 1 066 710 | - |

## Transports

### Autoroutes principales

#### Autoroute Interstate
- Interstate 20
- Interstate 75
- Interstate 85
- Interstate 285

#### U.S. Routes
- U.S. Route 19
- U.S. Route 23
- U.S. Route 29
- U.S. Route 41
- U.S. Route 78
- U.S. Route 278

#### Routes d'État
- State Route 3
- State Route 6
- State Route 8
- State Route 9
- State Route 10
- State Route 13
- State Route 14
- State Route 42
- State Route 42
- State Route 54
- State Route 70
- State Route 74
- State Route 92
- State Route 120
- State Route 138
- State Route 139
- State Route 140
- State Route 141
- State Route 154
- State Route 166
- State Route 236
- State Route 237
- State Route 279
- State Route 280
- State Route 372
- State Route 400
- State Route 401
- State Route 402
- State Route 403
- State Route 407

### Autoroutes secondaires
- Abernathy Road
- East Wesley Road
- Freedom Parkway
- Glenridge Drive
- Hammond Drive
- Johnson Ferry Road
- Lindbergh Drive
- Memorial Drive
- Moreland Avenue
- Mount Vernon Highway
- Peachtree Road
- Peachtree-Dunwoody Road
- Piedmont Road
- Ponce de Leon Avenue
- Powers Ferry Road
- Roswell Road
- Windsor Parkway

### Aéroports
- Aéroport international Hartsfield-Jackson d'Atlanta
- Aéroport du comté de Fulton